# Беловлакнест равнец
Беловлакнестият равнец (Achillea chrysocoma) е вид растение от семейство Сложноцветни (Asteraceae).
Ендемит е за Балкански полуостров. 
Таксонът е описан за пръв път от Емерих Фривалдски през 1835 година.